# Добаш золотолобий
Доба́ш золотолобий (Picumnus aurifrons) — вид дятлоподібних птахів родини дятлових (Picidae). Мешкає в Амазонії.

## Опис
Золотолобі добаші є найменшими представниками родини дятлових, їхня середня довжина становить 7,5 см, а вага 8-10 г. Самці в середньому важать 9,3 г, самиці 8,6 г. Довжина крила становить 4,4-5,3 см, довжина хвоста 2,3-2,6 см, довжина дзьоба 9-12 мм. Тім'я золотолобих довбашів має темно-шоколадне забарвлення, поцятковане білими плямками, у самців на передній частина тім’я золотисто-жовті плямки. Верхня частина тіла оливково-коричнева, нижня частина тіла жовтувато-біла, поцяткована темними смужками, 

## Підвиди
Виділяють сім підвидів:
- P. a. aurifrons Pelzeln, 1870 — північ Мату-Гросу (від верхів'їв Мадейри на схід до верхів'їв Тапажоса);
- P. a. transfasciatus Hellmayr & Gyldenstolpe, 1937 — від річки Тапажос до річки Токантінс;
- P. a. borbae Pelzeln, 1870 — від нижньої течії Мадейри на схід до нижньої течії Тапажоса;
- P. a. wallacii Hargitt, 1889 — річка Пурус в середній і нижній течії на схід до нижньої течії Мадейри;
- P. a. purusianus Todd, 1946 — західна Бразилія (верхів'я річки Пурус);
- P. a. flavifrons Hargitt, 1889 — північний схід Перу і захід Бразилії (долина Амазонки);
- P. a. juruanus Gyldenstolpe, 1941 — від східного Перу до північної Болівії і західної Бразилії (верхів'я річки Журуа).

## Поширення і екологія
Золотолобі добаші мешкають на сході Перу, на крайньому півдні Колумбії, на півночі Болівії та в Бразильській Амазонії (на південь від Амазонки). Вони живуть в амазонській сельві і варзейських лісах (тропічних лісах у заплавах Амазонки і її притоків). Зустрічаються на висоті до 1100 м над рівнем моря. Живляться комахами та їх личинками.